# Leporillus
Leporillus (Thomas, 1906) è un genere di Roditori della famiglia dei Muridi.

## Descrizione

### Dimensioni
Al genere Leporillus appartengono roditori di medie dimensioni, con lunghezza della testa e del corpo tra 170 e 260 mm, la lunghezza della coda tra 148 e 240 mm e un peso fino a 450 g.

### Caratteristiche craniche e dentarie
Il cranio è di forma e dimensioni normali, con le creste sopra-orbitali assenti e la bolla timpanica grande. I molari sono grandi.
Sono caratterizzati dalla seguente formula dentaria:

### Aspetto
Le orecchie sono molto grandi e di forma ovale. La pelliccia è densa. I piedi sono delicati, con artigli poco sviluppati. La coda è più corta della testa e del corpo e ricoperta densamente di peli. Le femmine hanno due paia di mammelle inguinali.

## Distribuzione
Questo genere è diffuso in Australia.

## Tassonomia
Il genere comprende 2 specie.
- Leporillus apicalis
- Leporillus conditor